# Gabriele Possanner

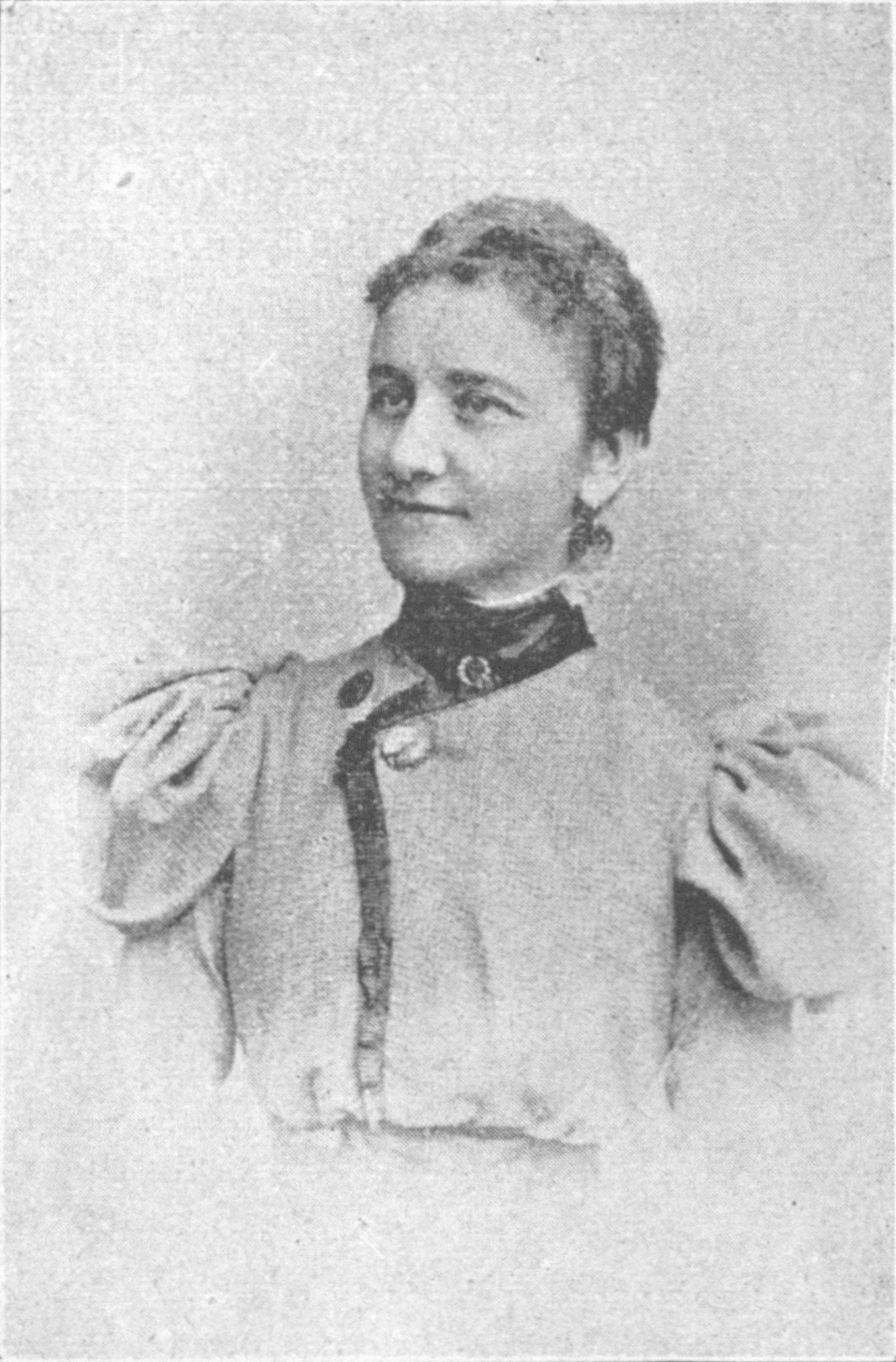
„Dr. Gabriele Edle von Possanner, der erste weibliche Arzt in Wien“ (1897)

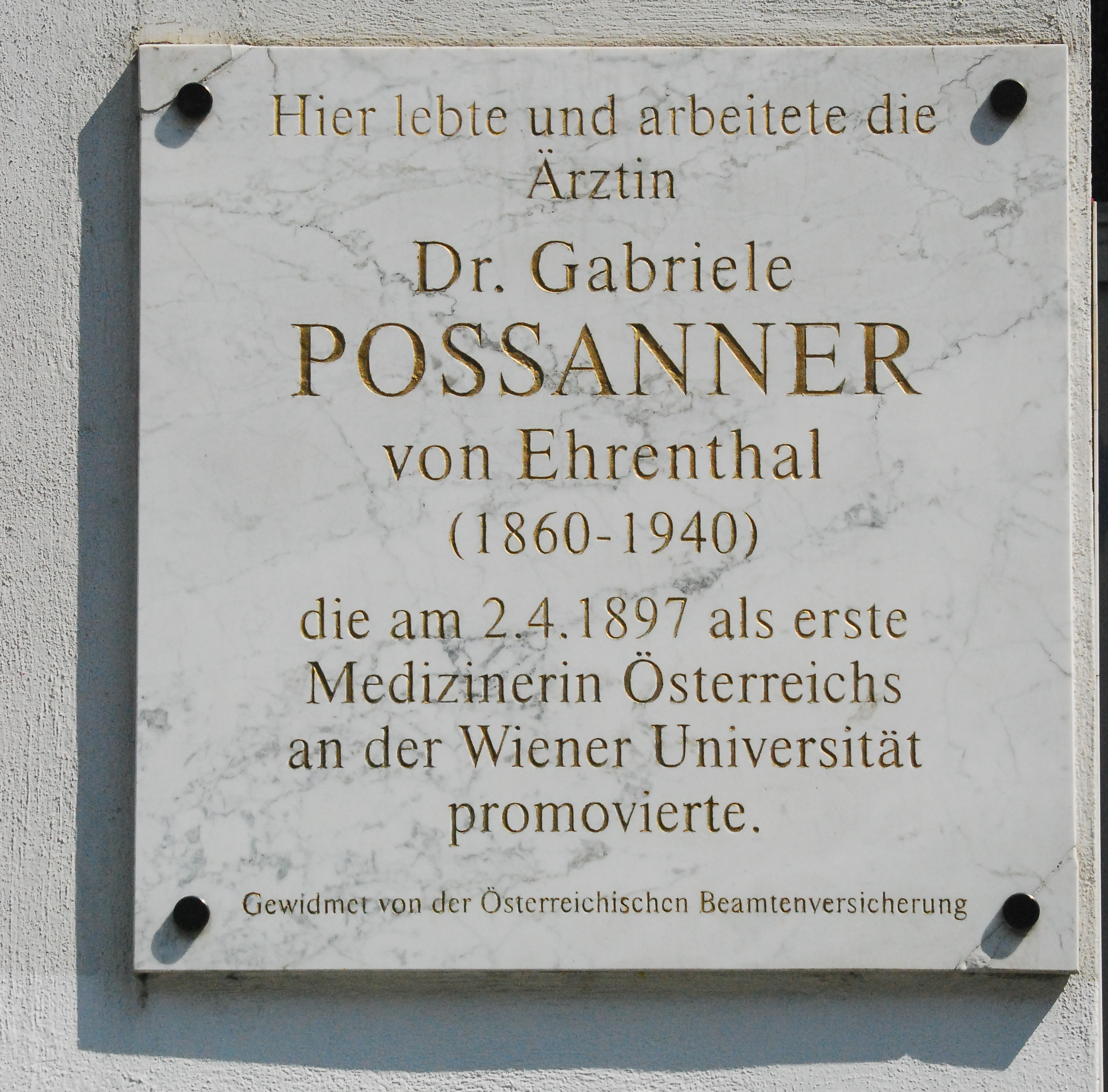
Gedenktafel am Haus Wien 9., Alser Straße 26, in dem Gabriele Possanner wohnte und arbeitete

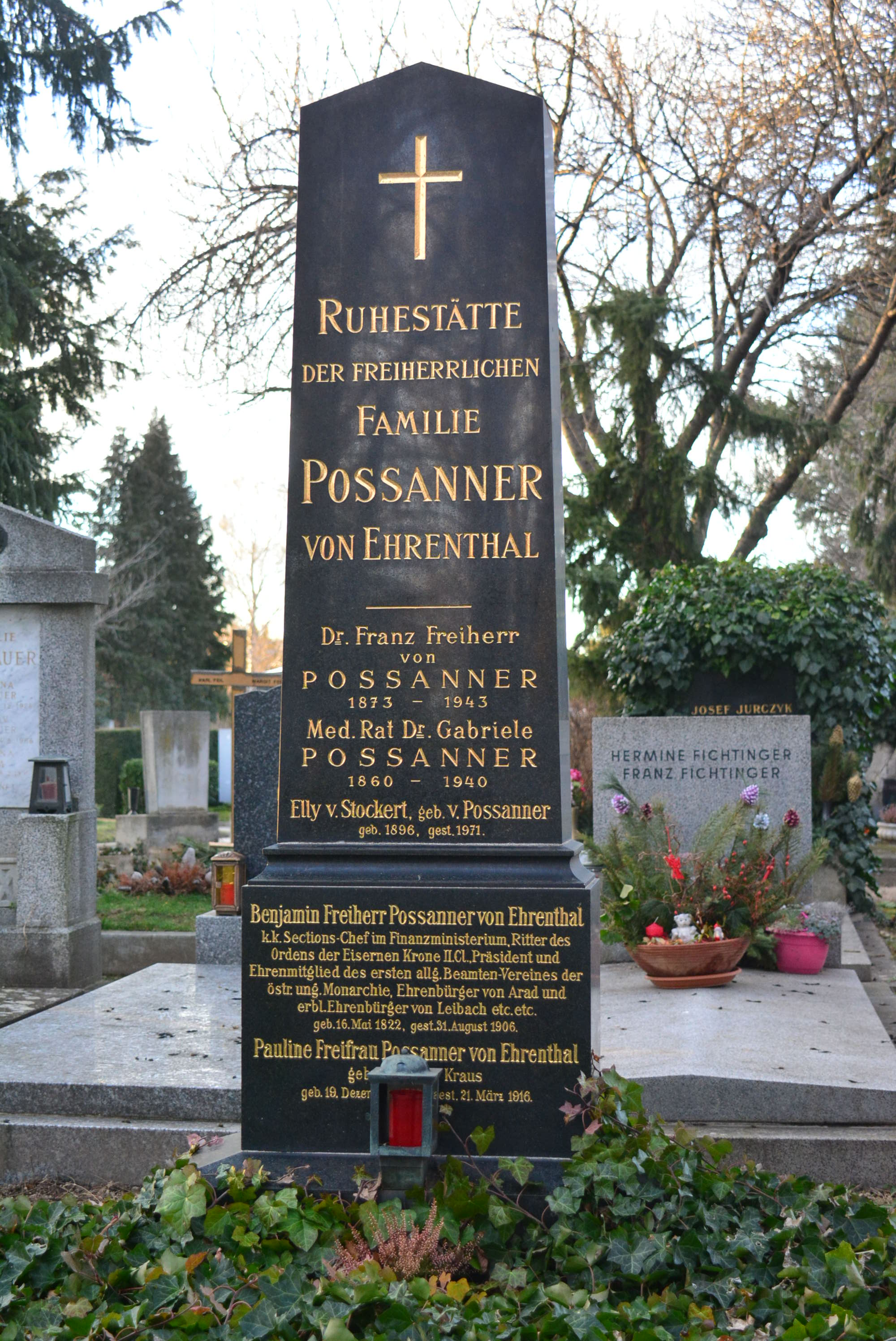
Grab von Gabriele Possanner auf dem Wiener Zentralfriedhof

Freiin Gabriele Barbara Maria Possanner von Ehrenthal (* 27. Jänner 1860 in Buda, Königreich Ungarn, Kaisertum Österreich; † 14. März 1940 in Wien) war eine österreichische Ärztin. Nach langen Kämpfen war sie die erste Frau, die an einer Universität Österreich-Ungarns promovieren durfte.

## Herkunft und Ausbildung
Gabriele Possanner von Ehrenthal wurde als Tochter von Benjamin Freiherr Possanner von Ehrenthal in Buda geboren. Die häufigen Versetzungen ihres Vaters brachten es mit sich, dass Gabriele Possanner bis 1880, als sich ihr zum Sektionschef im Finanzministerium beförderter Vater in Wien niederließ, in sechs verschiedenen Städten lebte. Zunächst absolvierte sie eine Lehrerinnenbildungsanstalt und maturierte im Jahr 1887 am Akademischen Gymnasium in Wien als Externistin, was sie als Frau aber nicht zum Studium an einer Universität in der Donaumonarchie berechtigte.
Zwischen 1888 und 1893 studierte sie in Genf und Zürich Medizin. Die Rechtslage in der Schweiz forderte allerdings ein Schweizer Maturazeugnis, um zur 1. Staatsprüfung zugelassen zu werden. Am 28. Juni 1890 legte Gabriele Possanner ihre zweite Reifeprüfung ab. Nachdem sie 1894 zum Doktor der Medizin promoviert hatte und damit die Berechtigung besaß, in allen Kantonen der Schweiz als praktische Ärztin zu arbeiten, kehrte sie nach Wien zurück.

## Beruflicher Werdegang
Die einzige Möglichkeit, die ihr offenstand, um in der Donaumonarchie als Ärztin tätig zu sein, war die Annahme einer Amtsärztinnenstelle in Bosnien und der Herzegowina, wo sich die muslimischen Frauen weigerten, sich von männlichen Ärzten behandeln zu lassen. Sie aber wollte in Wien praktizieren.
Mit zahlreichen Gesuchen und Bittbriefen an die verschiedensten Stellen beschäftigte sie insgesamt zwei Innenminister, drei Minister für Kultus und Unterricht, vier Rektoren, vier Dekane der Medizinischen Fakultät und zuletzt Kaiser Franz Joseph I. persönlich. Dieser ermächtigte schließlich den Innenminister, ihre Zulassung als Ärztin für Frauenheilkunde und Geburtshilfe zu befürworten, falls der Vorstand der 1. geburtshilflichen Klinik die fachliche Kompetenz bestätigen würde.
Am 19. März 1896 trat eine Verordnung in Kraft, welche die Nostrifikation ausländischer Doktordiplome möglich machte. Gabriele Possanner suchte daraufhin beim medizinischen Dekanat um die Nostrifikation ihres Schweizer Diploms an und erhielt auch eine positive Antwort. Allerdings musste sie alle theoretischen und praktischen Prüfungen noch einmal ablegen.
Am 29. März 1897 beendete sie das dritte Rigorosum, am 2. April 1897 promovierte sie als erste Frau in der österreichisch-ungarischen Monarchie. Am 10. Mai des gleichen Jahres eröffnete sie eine Praxis als praktische Ärztin. 1902 trat sie eine Stelle als Aspirantin am Kronprinzessin Stephanie-Spital in der Thaliastraße 44 im 16. Wiener Gemeindebezirk Ottakring an. Bis 1903 war sie die einzige Frau, die als Ärztin an einer der k.k. Krankenanstalten wirkte.
Bei den folgenden Wahlen der Ärztekammer stellte sich heraus, dass sie nicht wahlberechtigt war. Ihr Protest wurde zunächst mit der Begründung, dass ihr als Frau weder das aktive noch das passive Wahlrecht zusteht, abgelehnt. Bei der nächsten Wahl 1904 war sie jedoch bereits wahlberechtigt und wurde sogar als „Ersatzmitglied“ gewählt. 1928 wurde ihr der Berufstitel Medizinalrat verliehen.
Gabriele Barbara Maria Possanner verstarb am 14. März 1940 in ihrer Wohnung in der Alser Straße 26.

## Reaktionen zur Promotion
Die Wiener Sonn- und Montagszeitung in der Ausgabe vom 5. April 1897 zitiert zu diesem Anlass aus der Rede ihres Doktorvaters:

„Da nun Frauen an Intelligenz und Willenskraft den Männern nicht nachstehen, so ist nicht einzusehen, weshalb den Frauen höhere Berufskreise verschlossen bleiben sollen. Wenn Kaiserinnen und Königinnen durch thatkräftige und weise Regierung sich unsterblichen Ruhm in der Geschichte erworben haben, warum sollten dann Frauen für unfähig erachtet werden, in höheren Berufskreisen segensreich wirken zu können?“

Weiter wird durch den Autor des Artikels Stellung bezogen:

„Wir können nur wiederholen was wir bei früheren Gelegenheiten hervorhoben: Jahr für Jahr sind Opfer zu beklagen, die nur darum zugrunde gingen, weil sie aus Schamgefühl bei männlichen Aerzten keine Hilfe suchen wollten und bei Frauen sie nicht finden konnten, weil es bei uns bisher keine weiblichen Aerzte gab. Wir wünschten daher, daß Frl. Dr. v. Possaner(!) bald genügende weibliche Concurrenz erhalten möge.“

## Ehrungen

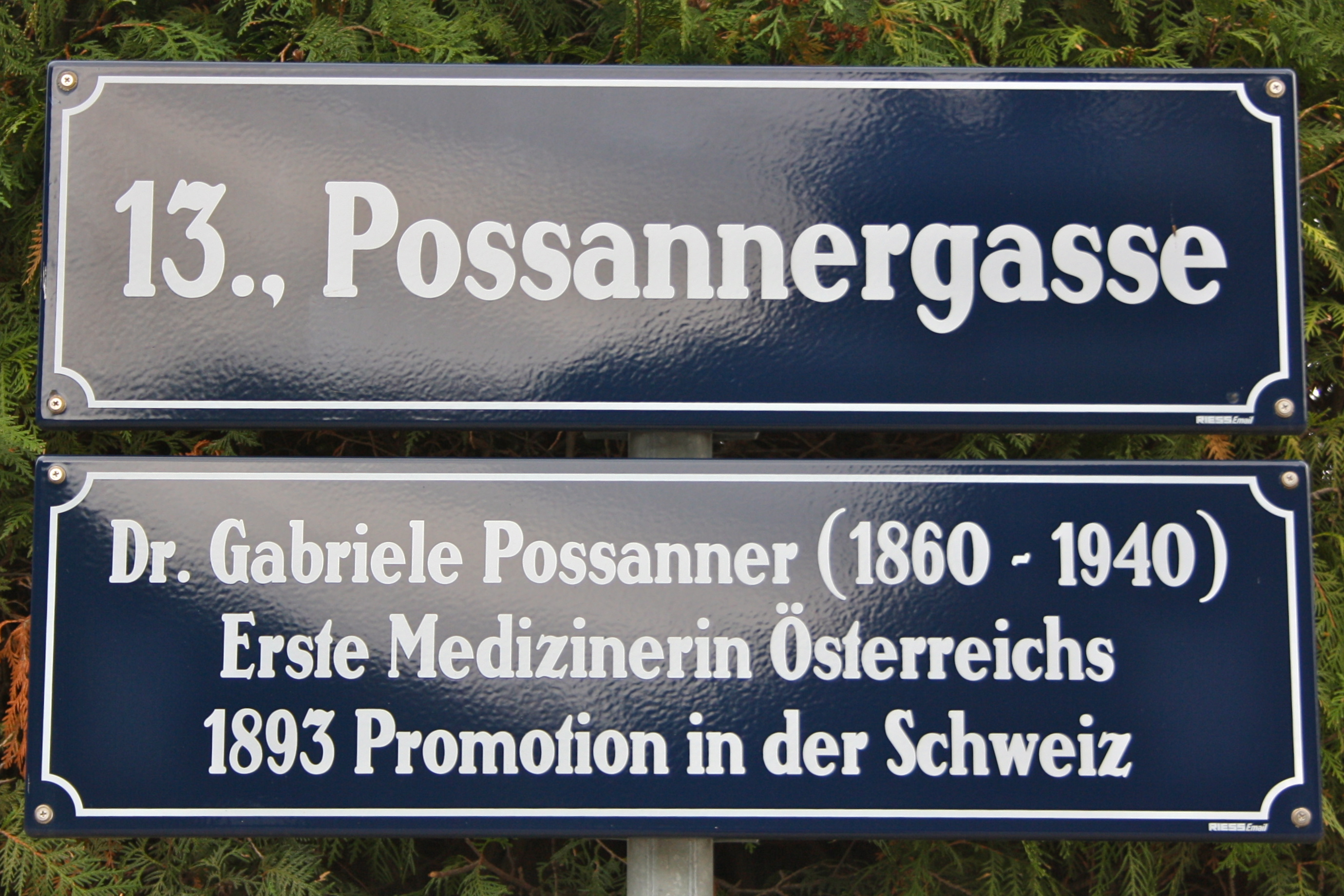
Straßenschild der Possannergasse

- Im Alter von 68 Jahren wurde ihr der seit 1912 bestehende  Berufstitel Medizinalrat verliehen.
- 1960 wurde die Possannergasse im 13. Wiener Gemeindebezirk Hietzing nach ihr benannt.
- An ihrem Wohnhaus Alser Straße 26 wurde eine Gedenktafel angebracht.
- Das Wissenschaftsministerium verleiht seit 1997 den Gabriele-Possanner-Staatspreis für wissenschaftliche Leistungen im Dienste der Geschlechterdemokratie.
- 2004 wurde der am Zimmermannplatz im 9. Wiener Gemeindebezirk gelegene Gabriele-Possanner-Park nach ihr benannt.